# Aymar IV de Poitiers-Valentinois
Pour les articles homonymes, voir Aymar de Poitiers.
Aymar IV de Poitiers († 1329), dit par commodité de Poitiers-Valentinois, est un comte de Valentinois et Diois, de la fin du XIIIe siècle et du début du siècle suivant, issu de la maison de Poitiers-Valentinois.

## Biographie

### Origines
Aymar — ou Aimar, Adhémar — est le fils de Aymar III de Valentinois et de Sibylle/Sibille de Beaujeu, fille d'Humbert V († 1250), seigneur de Beaujeu, connétable de France. Il est issu de la maison de Poitiers-Valentinois.

### Succession
Il est mineur quand il doit succéder à son père, mort après le 6 mai 1277. Son père, qui avait testé le 20 avril, l'émancipe 6 mai. L'acte lui donne entre vifs des terres et châteaux,, : les châteaux (castrum, castra) de Baix, du Pouzin, de Saint-Auban, de Privas, de Tournon, d'Étoile, de Montmeyran, d'Upie, de Châteaudouble, de Charpey, de Grane, de Crest, de Quint, de Pontaix et de Saou,.
Le 3 juillet 1280, il fait un hommage au roi Philippe III le Hardi pour ses territoires. 

## Famille
En 1270, il épouse Hippolyte, dite également, Polie de Bourgogne, dame de Saint-Vallier, fille de Hugues de Chalon, comte de Bourgogne, et d'Alix de Méranie. Ils ont :
- Aymar († entre le 27 septembre 1339/8 janvier 1340), qui succède à son père sous le nom Aymar V.
- Humbert, mort sans descendance.
- Othon, mort sans descendance.
- Guillaume († apr. 18 septembre 1339), seigneur de Saint-Vallier.
- Louis (après mai 1277-† 16 août 1327), évêque de Metz.
- Alix/Alésie, ∞ Giraud/Girauded V Adémar, seigneur de Monteil (Montélimar).
- N.N., ∞ Guiot, seigneur de Montlaur.

Le 13 mai 1288, il est fiancé, à Vienne, à Marguerite de Genève, fille du comte Rodolphe, comte de Genève et sœur d'Amédée II,,. Le 31 janvier 1289, ils ont obtenu une dispense papale en raison de consanguinité. De ce mariage sont issus :
- Amé/Aimée/Amédée († 1349/18 août 1350), seigneur de Saint-Vallier ∞ (22 mai 1330) Jeanne de Savoie, fille de Philippe Ier, seigneur de Piémont.
- Anne († 17 août 1351) ∞ (1) Henri II, comte de Rodez, ∞ (2) Jean Ier, dauphin d'Auvergne.
- Catherine († avant 1321) ∞ (1309) Aymeri V, futur vicomte de Narbonne.

## Sceaux
Des sceaux (1278/1288) et un signet (1311) sont conservés.
Les sceaux ronds, utilisés entre 1278 et 1288, portent « un écu à sept besants posés 3-2-1 et au chef, dans une figure géométrique à huit pointes ornée de motifs végétaux aux écoinçons ». Ils sont accompagnés de l'inscription + : S : ADEMARI : DE PICTAVIA : COMITIS : VALENTINI.
Le signet quant à lui, datant de 1311, portent « un écu à sept besants posés 3-2-1 au chef chargé d'un lion, suspendu par la guiche à un anneau dans une figure géométrique à huit pointes ornée d'annelets aux écoinçons ».